# Ellipteroides (Protogonomyia) rejectus
Ellipteroides (Protogonomyia) rejectus is een tweevleugelige uit de familie steltmuggen (Limoniidae). De soort komt voor in het Oriëntaals gebied.